# Akihiro Nishimura (homme politique)
Akihiro Nishimura (西村 明宏, Nishimura Akihiro, né le 16 juillet 1960) est un homme politique japonais, membre du parti libéral-démocrate, élu à la Chambre des représentants de la Diète.
En août 2022, il devient ministre de l'environnement et ministre auprès du Premier ministre, chargé de la Prévention des risques nucléaires.

## Biographie
Né à Kitakyūshū, dans la préfecture de Fukuoka, il est ancien étudiant de l'Université Waseda. Il est élu pour la première fois en 2003.